# Корнелис Гийсбрехтс
Корнелис Норбертус Гиййсбрехтс (на нидерландски: Cornelis Norbertus Gijsbrechts; също Gysbrechts), * преди 1657 г., † след 1675 г.) е фламандски художник на натюрморти, особено натюрморт на Ванитас, и тромп лой от Испанска Нидерландия.

## Биография
Относно биографията на Гийсбрехт има само малко надеждни данни, нито годината на раждането му, нито мястото на раждане са известни. Първата картина, която той датира сам, е от 1659 година. Между 1659 г. и 1660 г. той работи в Антверпен, където е бил член на йезуитското сдружението Братство на старите ергени и на Антверпенската творческа гилдия „Св. Лука“. През 1664 г. е бил в Регенсбург, около 1667 г. вероятно бил в Хамбург.
Най-плодотворното му време като художник е през краткия период на престоя му в двора на датските крале Фредерик III и Кристиан V между 1668 г. и 1672 г., от когато произлиза по-голямата част от известните му днес художествени творби. През 1672 г. се премества в Стокхолм, през 1675 г. отсяда в Бреслау. От този момент нататък следата му се губи, датата и мястото на смъртта му не са известни.

## Творчество
Като художник, Гийсбрехтс се специализира в изключително популярния през 17 век жанр тромп лой и го овладява до съвършенство. Неговите мотиви са например харесваните тогава коркови дъски със забодени на тях всячески документи, писма, вестници или предмети от ежедневието, натюрморти на закуска, алегорични натюрморти на Ванитас (напр. човешки черепи, символизиращи нищожността и преходността на човека), секретери с всякакъв вид ценни занаятчийски предмети или редки миди и минерали. Особено за любителя на изкуството – крал Фредерик III – е създадена цяла редица от тези инвентари с цел попълването им в обичайните тогава дворцови кабинети за колекционерски рядкости. За наследника на краля, Кристиан V, който се интересува по-малко от изкуството отколкото от лов, Гийсбрехтс рисува различни ловни натюрморти и две картини с елементи от екипировка за лов и соколарство.
Едно от средствата, които той обича да използва, за да заблуди зрителя, са завесите, с които някои от неговите картини са частично покрити. Гийсбрехтс се заиграва тук със стандартната за 17 век процедура, ценни картини да бъдат предпазвани със завеса. Може би той също е искал да намекне за историята на художника Зевксис, който успял да измами птиците чрез художественото си изкуство, но самият той бил измамен от една нарисувана завеса от своя съперник Паразасий.
Особено странен пример за неговата живопис в тромп лой е негова картина – висока 2,25 m и широка в най-отдалечената си точка 1,23 m – „Статив с плодове натюрморт“. Има формата на статив за рисуване, изсечен от дърво, с три картини, подпряни на него и множество дреболии, прикрепени към него. На статива има натюрморт от плодове, а на горния му ръб виси разгънато писмо. Пред тази картина той рисува различни прибори за рисуване, включително пръчка за рисуване, която първоначално стърчи на далеч в стаята, и кука, на която се мандахерцала палитрата с бои. Пред картината има малка овална картинка с портрета на неговия меценат Кристиан V. До портрета е залепена хартиена бележка с подписа на художника. На пода има друга картина, подпряна на единия крак на палитрата. От тази картина се вижда само гърба ѝ.
Той рисува мотива „Гръб на картина в рамка“ още веднъж в своята кариера. На лицевата страна на картината се вижда (нарисувана) рамка, друга рамка, с която платното е опънато, пирончета, които фиксират опъващата рамка и малко парче хартия с инвентарен номер. Самата картина е без рамка, гърбът ѝ е обичайният гръб на маслена картина: картината на Гийсбрехт е единствената картина в света с два гърба.
Някои от предметите, които Гийсбрехтс точно изобразява в натюрмортите си, все още могат да се видят в датските музеи и днес. Неговите картини са ценен източник за историците поради прецизното му описание на предмети от ежедневието, занаятчийски изделия, музикални инструменти, научни инструменти, оръжия или друго ловно оборудване по него време.

## Творби
- Кводлибет (Quodlibet). 1675 г., Музей Wallraf-Richartz, Кьолн
- Гръб на картина, около 1670 г., Държавен музей за изкуство, Копенхаген
- Картина на отворена секция, 1665 г., колекция SØR Rusche
- Статив с плодов натюрморт, Държавен музей за изкуство, Копенхаген
- Memento Mori, 1663 г.

- Натюрморт с автопортрет
- Гърб на картина (1670 г.)
- Кводлибет (1675 г.)
- Тромп лой с писма

- Натюрморт на Ванитас с череп
- Тромп лой с тромпет, глобус на небето и прокламация на Фредерик III.
- Секретер в ателието на творец
- Тромп лой със соколарска чанта и друга екипировка за соколарство.
- Стойка с натюрморт на плодове